# Svetlana T. Bancheva
Svetlana T. Bancheva (transliteración del cirílico búlgaro Светлана Т. Банчева; Sofía, 1966) es una botánica, taxónoma, conservadora y profesora búlgara.

## Carrera
Estudió Ciencias biológicas en la Universidad de Sofía, donde obtuvo su licenciatura en el año 1984; y, la maestría en 1990.
Fue investigadora curadora, en el Instituto de Investigaciones de Biodiversidad y Ecosistemas, de la Academia Búlgara de Ciencias. y en el CSIC, también ha desarrollado actividades académicas y científicas en el Laboratorio de Biosistemática y Sistemática Molecular, del Real Jardín Botánico de Madrid. Realiza investigaciones sobre diversidad de plantas y hábitats; investigación florística; taxonomía de plantas vasculares; Centaurea, compuestas; enfoques moleculares; plantas endémicas y raras; conservación de especies vegetales; y áreas protegidas.

## Algunas publicaciones
- r. Natcheva, svetlana Bancheva, v. Vladimirov, v. Goranova. 2013a. A pilot network of small protected sites for plant species in Bulgaria using the plant micro-reserve model p. 64-75. In: Kadis, C., Thanos, C.A. & Laguna, E.L. (Eds). Plant Micro-Reserves: From Theory to Practice. Experiences gained from EU LIFE and other related projects. Cyprus. Utopia.

- m. Bruno, svetlana Bancheva, s. Rosselli, a. Maggio. 2013b. Sesquiterpenoids in Subtribe Centaureinae (Cass.) Dumort (tribe Cardueae, Asteraceae): Distribution, 13C-NMR spectral data and biological properties. Phytochemistry 95: 19 - 93.

- svetlana Bancheva, f.m. Raimondo. 2013c. A new Centaurea species from Sakar Mt., SE Bulgaria. Plant Biosystems 147 (3): 800 - 805.

- -----------------------, a. Geraci, f.m. Raimondo. 2011a. Genetic diversity on Centaurea parlatoris group (sect. Dissectae, Compositae) using isozymes. Plant Biosystems 145 (4): 778 - 785.

- igor Boršić, alfonso Susanna, svetlana Bancheva, núria García-Jacas. 2011b. "Centaurea Sect. Cyanus: Nuclear Phylogeny, Biogeography, and Life-Form Evolution." International Journal of Plant Sciences 172 (2): 238 - 249 resumen.

- c. Formisano, f. Senatore, svetlana Bancheva, m. Bruno, a. Maggio, s. Rosselli. 2010. Volatile components of aerial parts of Centaurea nigrescens Willd. and C. stenolepis A. Kerner, two Centaurea species growing wild in Balkans. Nat Prod Commun 5 (2): 273 - 278.

- z. Kaya, svetlana Bancheva. 2009a. A new species of Cyanus (Centaurea p.p.), sect. Napuliferae (Asteraceae) from Turkey. Novon 19 (4): 175 - 177.

- tan Kit, svetlana Bancheva, m. Vural, a. Strid. 2009b. Centaurea wagenitziana (Asteraceae: Centaureinae), a new specie from the Eastern Balkans. Phytol. Balcan., 15(1): 51-58.

- svetlana Bancheva, s. Stoyanov. 2009c. A new species of Cyanus (sect. Napuliferae, Compositae: Centaureinae) from SE Bulgaria. Novon, 19 (4): 421 - 425.

- -----------------------. 2008a. Taxonomic revision and population status of Psephellus marschallianus (Centaureinae, Asteraceae) in Bulgaria. Phytol. Balcan. 14 (1): 57 - 60.

- c. Formisano, e. Mingola, f. Senatore, svetlana Bancheva, m. Bruno, s. Rosselli. 2008b. Volatile constituents of aerial parts of Centaurea sibthorpii (sect. Carduiformes, Asteraceae) from Greece and their biological activity. Natural Product Research 22 (10): 840 - 845.

- a. Tredafilova, m. Todorova, svetlana Bancheva. 2007. Secondary metabolites from Centaurea moesiaca. Biochemical Systematics & Ecology 35: 544 - 548.

- svetlana Bancheva, j. Greilhuber. 2006a. Genome size in Bulgarian Centaurea s.l. (Asteraceae) Plant Syst. Evol. 257: 95 - 117.

- -----------------------, a. Geraci, f.m. Raimondo. 2006b. Genetic diversity in Centaurea cineraria gr. (Asteraceae) in Sicily using isozymes. Pl. Biosyst. 140 (1): 10 - 16.

- -----------------------, k. Vassilev. 2006c. Floristic investigation of "Beli Lom" National Reserve (Bulgaria). Phytol. Balcan. 12 (3): 377 - 386.

- f.m. Raimondo, svetlana t. Bancheva. 2004. Centaurea erycina (Asteraceae), a new species from NW Sicily. Bocconea 17: 299 - 306. ISSN 1120 - 4060.

- -----------------, --------------------------, k. Ilardi. 2004b. Centaurea saccensis (Asteraceae), a new species from SW- Sicily. Bocconea 17: 293 - 298.

## Honores

### Membresías
- de la British Mycological Society (BMS).
- de la European Society of Evolutionary Biology (ESEB).

- La abreviatura «Bancheva» se emplea para indicar a Svetlana T. Bancheva como autoridad en la descripción y clasificación científica de los vegetales.[6]